# Görbeháza
Görbeháza là một thị trấn thuộc hạt Hajdú-Bihar, Hungary. Thị trấn này có diện tích 80,2 km², dân số năm 2010 là 2449 người, mật độ 31 người/km².